# Zolotarivka, Stanîcino-Luhanske
Zolotarivka (în ucraineană Золотарівка) este un sat în comuna Ciuhînka din raionul Stanîcino-Luhanske, regiunea Luhansk, Ucraina.

## Demografie
Componența lingvistică a localității Zolotarivka
     Rusă (92,19%)
     Ucraineană (7,81%)
Conform recensământului din 2001, majoritatea populației localității Zolotarivka era vorbitoare de rusă (92,19%), existând în minoritate și vorbitori de ucraineană (7,81%).